# Manbuta pylades
Manbuta pylades är en fjärilsart som beskrevs av William Schaus 1914. Manbuta pylades ingår i släktet Manbuta och familjen nattflyn. Inga underarter finns listade i Catalogue of Life.